# 塩谷司
塩谷 司（しおたに つかさ、1988年12月5日 - ）は、徳島県小松島市出身のプロサッカー選手。Jリーグ・サンフレッチェ広島所属。ポジションはディフェンダー（センターバック、サイドバック）。元日本代表。

## 来歴

### プロ入り前
小学生時代は南小松島FCと大松SCに所属。中学生年代は大塚FCジュニアユース（現徳島ヴォルティスジュニアユース）に所属、2歳下に石川雅博がいる。当時は全く無名だった。
2004年、徳島県立徳島商業高等学校に進学、高1および高2のとき選手権（第83回・第84回）にミッドフィルダーとして出場している。この選手権での活躍により国士舘大学からスポーツ特待生としてスカウトされる。
2007年、国士舘大学へ進学 し、国士大サッカー部に所属する。同期に新井章太や大竹隆人。なお、後に広島でチームメイトとなる柴崎晃誠は4学年、 柏好文は1学年上の先輩にあたる。主にボランチや左サイドのMFとしてプレーしていたものの、レギュラーを掴むに至らなかった。2009年大学3年時、父親が急死、退学し就職を考えていたが細田三二国士大監督に説得され思いとどまる。2010年大学4年時に、柱谷哲二が国士大コーチに就任したことが転機となる。この年、柱谷によりセンターバックにコンバートされ鍛えられ、レギュラーを獲得した。大学卒業の際にはJリーグクラブからオファーがなく、唯一JFL・SAGAWA SHIGA FCが声をかけたぐらいだった。

### 水戸ホーリーホック
2011年、柱谷がJリーグ・水戸ホーリーホック監督に就任すると、宙ぶらりんの状況だった塩谷を水戸に誘った。水戸は前年まで主力だった選手が大量に移籍退団したことから大学出身の新入団選手を大量に獲得しており、ロメロ・フランク、小澤司、鈴木将也、代健司、飯田優二、金久保彩、神村奨、小幡純平、笠原昂史が同期入団となった。またDFも大和田真史や作田裕次ら主力が軒並み退団し、DFライン再編を余儀なくされた状況だった。その中で塩谷はレギュラーに抜擢され開幕戦からスタメン出場を果たし、シーズン中にはDFラインのリーダーになるほど成長した。北関東ダービーでは3試合でゴールを決めており「ダービー男」と呼ばれた。同年末の天皇杯ではガンバ大阪と対戦し、水戸の対J1勢初勝利に貢献した。2012年シーズンも引き続き水戸で中心選手として活躍した。同年、この活躍によりJ1勢の大宮アルディージャ・清水エスパルス・サンフレッチェ広島から獲得オファーが届き、2012年8月、広島へ完全移籍（ただし移籍金については非公開）。これは柱谷と広島の森保一監督がドーハの悲劇時のオフトジャパンメンバーで、柱谷が広島を推薦したことにより決まった。

### サンフレッチェ広島
移籍当初は森脇良太のバックアップとしてリーグ戦3試合の出場にとどまったが、2013年に森脇が浦和レッズへ移籍すると、塩谷は3バックの一角としてスタメンに定着し、その森脇の穴を埋める以上の活躍を見せ、千葉和彦・水本裕貴と共にリーグ戦全34試合に出場しチームの連覇に大きく貢献した。
翌2014年には攻撃参加の精度に成長が見られ、第6節の名古屋グランパス戦までに4ゴールを挙げた。最終的にリーグ戦で6ゴールを記録し、ベストイレブンに選出された。オフにはFC東京から獲得のオファーがあったが、「広島からワールドカップに出る」とクラブに5年契約を求め、契約を更新した。
2015年、主力としてJリーグ優勝を達成。

### アル・アインFC
2017年6月15日、UAEの強豪クラブ・アル・アインFCへ完全移籍。移籍金は150万ドル（約1億6500万円）と現地メディア『albayan』が伝えている。9月30日、第3節のアル・アハリ・ドバイ戦で移籍後初得点を決めた。
2018年に開催されたFIFAクラブワールドカップ2018では4試合にフル出場し、2得点を挙げ、チーム初の準優勝に貢献した。なお、その内1得点はレアル・マドリードから挙げたものである。クラブワールドカップ通算得点も4に伸ばし、歴代通算得点ランキングでもトップ10入りした（2021年大会終了時点で6位タイ）。
2021年6月12日、アル・アインは塩谷の退団を発表した。

### サンフレッチェ広島復帰
2021年10月1日、サンフレッチェ広島への加入が発表された。背番号は「3」。4年ぶりの復帰となる。
2023年シーズンより、背番号を「33」に変更。

### 日本代表
アルベルト・ザッケローニ日本代表監督の目に止まり、2014年5月の日本代表キャンプに呼ばれたものの、この時点でのAキャップ出場はならず2014 FIFAワールドカップにも選出されなかった。その後、ハビエル・アギーレ監督時代の10月10日、キリンチャレンジカップ・ジャマイカ戦で日本代表デビューを果たした。AFCアジアカップ2015、ヴァイッド・ハリルホジッチ監督時代2015年10月のFIFAワールドカップ・アジア予選にも選出されたが、共に出場はなかった。
2016年6月14日、リオデジャネイロオリンピックに出場するU-23サッカー日本代表のオーバーエイジ枠に選出。センターバックに入りグループリーグ全試合フル出場を果たすも、不慣れな環境下で、DF植田直通との距離感が悪く、ビルドアップでもリスクの高いパスを選択して危険を招く など期待に応えられず、チームはグループリーグ敗退となった。
2019年1月5日、守田英正の負傷離脱に伴い、AFCアジアカップ2019に臨む日本代表に追加召集され、森保ジャパン初選出。3年3ヶ月ぶりのA代表復帰となった。グループステージ第3戦のウズベキスタン戦で代表初ゴールを決めた。なお、このゴールを挙げたスタジアムは、所属するアル・アインのホームスタジアムであった。決勝戦となったカタール戦では遠藤航が負傷した影響で、先発出場。縦パスで南野拓実の得点の起点を作ったが、試合は1-3で敗れ、準優勝となった。

## プレースタイル
対人の強さに加え、タイミングの良いスルーパスで好機を生み出し、パスセンスとパンチ力も併せ持つ。

## 所属クラブ
- 南小松島FC
- 大松SC
- 2001年 - 2003年 大塚FCジュニアユース
- 2004年 - 2006年 徳島県立徳島商業高等学校
- 2007年 - 2010年 国士舘大学
- 2011年 - 2012年8月  水戸ホーリーホック
- 2012年8月 - 2017年6月  サンフレッチェ広島
- 2017年6月 - 2021年6月  アル・アインFC
- 2021年10月 -   サンフレッチェ広島

## 個人成績
| 国内大会個人成績 | 国内大会個人成績 | 国内大会個人成績 | 国内大会個人成績 | 国内大会個人成績 | 国内大会個人成績 | 国内大会個人成績 | 国内大会個人成績 | 国内大会個人成績 | 国内大会個人成績 | 国内大会個人成績 | 国内大会個人成績 |
| 年度             | クラブ           | 背番号           | リーグ           | リーグ戦         | リーグ戦         | リーグ杯         | リーグ杯         | オープン杯       | オープン杯       | 期間通算         | 期間通算         |
| 年度             | クラブ           | 背番号           | リーグ           | 出場             | 得点             | 出場             | 得点             | 出場             | 得点             | 出場             | 得点             |
| 日本             | 日本             | 日本             | 日本             | リーグ戦         | リーグ戦         | リーグ杯         | リーグ杯         | 天皇杯           | 天皇杯           | 期間通算         | 期間通算         |
| ---------------- | ---------------- | ---------------- | ---------------- | ---------------- | ---------------- | ---------------- | ---------------- | ---------------- | ---------------- | ---------------- | ---------------- |
| 2011             | 水戸             | 20               | J2               | 35               | 3                | -                | -                | 3                | 0                | 38               | 3                |
| 2012             | 水戸             | 6                | J2               | 25               | 2                | -                | -                | -                | -                | 25               | 2                |
| 2012             | 広島             | 33               | J1               | 3                | 0                | -                | -                | 1                | 0                | 4                | 0                |
| 2013             | 広島             | 33               | J1               | 34               | 3                | 2                | 0                | 6                | 1                | 42               | 4                |
| 2014             | 広島             | 33               | J1               | 32               | 6                | 3                | 0                | 3                | 1                | 38               | 7                |
| 2015             | 広島             | 33               | J1               | 27               | 3                | 4                | 0                | 2                | 0                | 33               | 3                |
| 2016             | 広島             | 33               | J1               | 30               | 5                | 0                | 0                | 2                | 0                | 32               | 5                |
| 2017             | 広島             | 33               | J1               | 14               | 0                | 2                | 0                | -                | -                | 16               | 0                |
| UAE              | UAE              | UAE              | UAE              | リーグ戦         | リーグ戦         | リーグ杯         | リーグ杯         | オープン杯       | オープン杯       | 期間通算         | 期間通算         |
| 2017-18          | アル・アイン     | 33               | AGL              | 18               | 3                | 2                | 0                | -                | -                | 20               | 3                |
| 2018-19          | アル・アイン     | 33               | AGL              | 26               | 4                | 6                | 1                | -                | -                | 32               | 5                |
| 2019-20          | アル・アイン     | 33               | AGL              | 19               | 2                | 7                | 0                | -                | -                | 26               | 2                |
| 2020-21          | アル・アイン     | 33               | AGL              | 25               | 2                | 2                | 0                | -                | -                | 27               | 2                |
| 日本             | 日本             | 日本             | 日本             | リーグ戦         | リーグ戦         | リーグ杯         | リーグ杯         | 天皇杯           | 天皇杯           | 期間通算         | 期間通算         |
| 2021             | 広島             | 3                | J1               | 5                | 1                | -                | -                | -                | -                | 5                | 1                |
| 2022             | 広島             | 3                | J1               | 26               | 0                | 8                | 1                | 5                | 1                | 39               | 2                |
| 2023             | 広島             | 33               | J1               | 27               | 2                | 2                | 0                | 0                | 0                | 29               | 2                |
| 2024             | 広島             | 33               | J1               | 37               | 1                | 4                | 0                | 3                | 0                | 44               | 1                |
| 通算             | 日本             | 日本             | J1               | 235              | 21               | 25               | 1                | 22               | 3                | 282              | 25               |
| 通算             | 日本             | 日本             | J2               | 60               | 5                | -                | -                | 3                | 0                | 63               | 5                |
| 通算             | UAE              | UAE              | AGL              | 88               | 11               | 17               | 1                | -                | -                | 105              | 12               |
| 総通算           | 総通算           | 総通算           | 総通算           | 383              | 37               | 42               | 2                | 25               | 3                | 450              | 42               |

| 国際大会個人成績 | 国際大会個人成績 | 国際大会個人成績 | 国際大会個人成績 | 国際大会個人成績 | FIFA      | FIFA      |
| 年度             | クラブ           | 背番号           | 出場             | 得点             | 出場      | 得点      |
| AFC              | AFC              | AFC              | ACL              | ACL              | クラブW杯 | クラブW杯 |
| ---------------- | ---------------- | ---------------- | ---------------- | ---------------- | --------- | --------- |
| 2012             | 広島             | 33               | -                | -                | 1         | 0         |
| 2013             | 広島             | 33               | 6                | 0                | -         | -         |
| 2014             | 広島             | 33               | 8                | 2                | -         | -         |
| 2015             | 広島             | 33               | -                | -                | 4         | 2         |
| 2016             | 広島             | 33               | 4                | 0                | -         | -         |
| 2017             | アル・アイン     | 33               | 2                | 0                | -         | -         |
| 2018             | アル・アイン     | 33               | 9                | 1                | 4         | 2         |
| 通算             | AFC              | AFC              | 29               | 3                | 9         | 4         |

その他の公式戦
- 2013年
  - XEROX SUPER CUP 1試合0得点
- 2014年
  - XEROX SUPER CUP 1試合0得点
- 2015年
  - Jリーグチャンピオンシップ 2試合0得点
- 2016年
  - XEROX SUPER CUP 1試合0得点
- Jリーグ初出場：2011年3月5日 J2第1節 vs京都サンガF.C.戦（ケーズデンキスタジアム水戸）
- Jリーグ初得点：2011年8月21日 J2第25節 vsFC岐阜戦（長良川競技場）

### クラブ
サンフレッチェ広島
- J1リーグ：3回（2012年、2013年、2015年）
- ゼロックススーパーカップ：3回（2013年、2014年、2016年）

アル・アイン
- アラビアン・ガルフ・リーグ：1回（2017-18）
- UAEプレジデントカップ：1回（2017-18）

### 個人
- Jリーグベストイレブン：3回（2014年、2015年、2016年）
- Jリーグ月間MVP（2014年3月）
- Jリーグ・優秀選手賞：1回（2015年）

## 代表歴

### 出場大会
- U-23日本代表
  - 2016年 - リオデジャネイロオリンピック（オーバーエイジ）
- 日本代表
  - 2015年 - AFCアジアカップ2015
  - 2019年 - AFCアジアカップ2019

### 試合数
- 国際Aマッチ 7試合 1得点（2014年 - 2019年）

| 日本代表 | 国際Aマッチ | 国際Aマッチ |
| 年       | 出場        | 得点        |
| -------- | ----------- | ----------- |
| 2014     | 2           | 0           |
| 2019     | 5           | 1           |
| 通算     | 7           | 1           |

### 出場
| No. | 開催日         | 開催都市     | スタジアム                               | 対戦国         | 結果 | 大会                       |
| --- | -------------- | ------------ | ---------------------------------------- | -------------- | ---- | -------------------------- |
| 1.  | 2014年10月10日 | 新潟         | デンカビックスワンスタジアム             | ジャマイカ     | ○1-0 | キリンチャレンジカップ2014 |
| 2.  | 2014年10月14日 | カラン       | シンガポール・ナショナルスタジアム       | ブラジル       | ●0-4 | 国際親善試合               |
| 3.  | 2019年1月17日  | アル・アイン | シェイク・ハリーファ国際スタジアム       | ウズベキスタン | ○2-1 | AFCアジアカップ2019        |
| 4.  | 2019年1月21日  | シャールジャ | シャールジャ・スタジアム                 | サウジアラビア | ○1-0 | AFCアジアカップ2019        |
| 5.  | 2019年1月24日  | ドバイ       | アール・マクトゥーム・スタジアム         | ベトナム       | ○1-0 | AFCアジアカップ2019        |
| 6.  | 2019年1月28日  | アル・アイン | ハッザーア・ビン・ザーイド・スタジアムム | イラン         | ○3-0 | AFCアジアカップ2019        |
| 7.  | 2019年2月1日   | アブダビ     | シェイク・ザイード・スタジアム           | カタール       | ●1-3 | AFCアジアカップ2019        |

### ゴール
| No. | 開催日        | 開催都市     | スタジアム                         | 対戦国         | 結果 | 大会                |
| --- | ------------- | ------------ | ---------------------------------- | -------------- | ---- | ------------------- |
| 1.  | 2019年1月17日 | アル・アイン | シェイク・ハリーファ国際スタジアム | ウズベキスタン | ○2-1 | AFCアジアカップ2019 |

## 出演

### CM
- 東亜ハウス

## 参考資料
- 塩谷司 - 日本サッカー協会
- 塩谷司 - ゲキサカ